# Cézium-fluorid
A cézium-fluorid szervetlen vegyület, fehér, szilárd higroszkópos anyag. Szerves kémiai szintézisekben mint fluorid anion forrást alkalmazzák. A cézium a legkisebb elektronegativitású nem radioaktív elem, a fluor pedig a legnagyobb elektronegativitású elem, azaz a cézium-fluoridban található a legpolárisabb stabil elemek közötti kémiai kötés. Képlete CsF.

## Előállítása és tulajdonságai
A cézium-fluoridot hidrogén-fluorid és cézium-hidroxid vagy cézium-karbonát vízkilépéssel történő egyesülésével állítják elő. Másik lehetőség hogy elemi fluort és céziumot egyesítünk egymással, de ez nem nagyon praktikus.
Vízben jobban oldódik, mint a nátrium-fluorid vagy kálium-fluorid. Vízmentes formában úgy állíthatjuk elő, hogy 100 °C-ra melegítve két órán át vákuumban szárítjuk.
Gőznyomása 1 kPa 825 °C-on, 10 kPa 999 °C-on és 100 kPa és 1249 °C-on.

## Szerkezete
A cézium-fluorid kristályrácsa kősórács, melyet köbös legszorosabb illeszkedésű Cs+ és F− ionok alkotnak, a nátrium-klorid kristályokhoz hasonlóan.

## Felhasználása a szerves kémiai szintézisekben
Mivel nagymértékben disszociál, más hasonló fluoridokhoz képest reakcióképesebb fluoridion forrás. A CsF kevésbé higroszkópos alternatívája a tetra-n-ammónium-fluoridnak (TBAF) és TAS-fluoridnak (TASF), ha vízmentes, „csupasz” fluoridionra van szükség.

### Bázisként
Más vízoldható fluoridokhoz hasonlóan közepesen bázikus, mivel a HF gyenge sav. A fluoridion gyenge nukleofil volta miatt a szerves kémiában jól használható bázis lehet. A Knoevenagel-kondenzciós reakció kitermelése jobb, ha KF vagy NaF helyett CsF-ot használnak.

### C-F kötés kialakítására
A CsF népszerű fluoridforrás a fluororganikus kémiában. A hexafluoracetonnal például cézium-perfluoralkoxid só képződése közben reagál, mely a nátrium vagy káliumsóval ellentétben 60 °C-ig stabil. Elektronhiányos aril-kloridokból aril-fluoridok állíthatók elő (halogéncsere reakció).

### Védőcsoportok eltávolítására
A Si–F kötés erős volta miatt a szerves kémiában a fluoridion felhasználható deszililezési reakcióhoz (Si tartalmú csoportok eltávolítására). Az ilyen reakciók kitűnő vízmentes fluoridion forrása a CsF, és ez adja egyik fő laboratóriumi felhasználását, mivel vízmentes volta miatt a vízre érzékeny köztitermékek is tisztán állíthatók elő. Tetrahidrofurános vagy dimetilformamidos oldatai számos szilíciumorganikus vegyületet megtámadnak szilíciumorganikus fluorid és karbanion keletkezése közben, mely utóbbi elektrofilekkel reakcióba vihető, például:
A deszililezés alkalmazható a szilil védőcsoportok eltávolítására is.

### Egyéb felhasználási területei
Egykristályai a spektrum távoli infravörös tartományáig átlátszóak, ezért esetenként az infravörös spektroszkópiában használják.
További felhasználása: relatív páratartalom érzékelők kalibrálása. Segítségével 6.2rH%-os referencia állítható elő.

## Veszélyek
A többi vízoldható fluoridhoz hasonlóan mérsékelten mérgező. Kerülni kell a savakkal történő érintkezését, mivel ekkor erősen mérgező és korrozív hidrogén-fluorid keletkezik belőle. A céziumiont és a cézium-kloridot általában nem tartják mérgezőnek.

## Fordítás
Ez a szócikk részben vagy egészben  a   Caesium fluoride című angol Wikipédia-szócikk ezen változatának fordításán alapul.  Az eredeti cikk szerkesztőit annak laptörténete sorolja fel. Ez a jelzés csupán a megfogalmazás eredetét és a szerzői jogokat jelzi, nem szolgál a cikkben szereplő információk forrásmegjelöléseként.